# La gentilezza del tocco
La gentilezza del tocco (en italià La bondat del tacte) és una pel·lícula italiana del 1988 dirigida per Francesco Calogero.
Aquest és el debut del director sicilià Calogero, premiat al Festival de Bellaria de 1988.

## Argument
Giorgio, un corrector, investiga la ressenya del crític musical habitualment cínic Federico Cami, que aquesta vegada va ser sorprenentment benèvol amb la pianista debutant Irene Della Pace.

## Repartiment
- Maurizio Puglisi: Giorgio
- Antonio Alveario: Carlo
- Ninni Bruschetta: Mario
- Rosalba Scimone: Giuliana
- Antonio Caldarella: Federico Cami
- Daniela Pacetto: Irene
- Laura De Domenico: Secretària de Cami

## Crítica
Calogero fa aquesta pel·lícula amb pocs mitjans (rodada en 16 mm) i la ambienta a la seva Messina, és una història que només és aparentment. simple i els trets del qual recorden en intel·ligència i elegància els d’Éric Rohmer.

## Premis
Al Festróia del 1988 va obtenir el Premi FIPRESCI i el Golfinho de Bronze a l'opera prima, al Festival de Bellaria el Premi Casarossa Miglior a la pel·lícula independent de l'any i el Sacher d'Oro a la millor opera prima el 1989. També fou nominada al Nastro d'argento a la millor direcció novell El 1989.